# Beduini

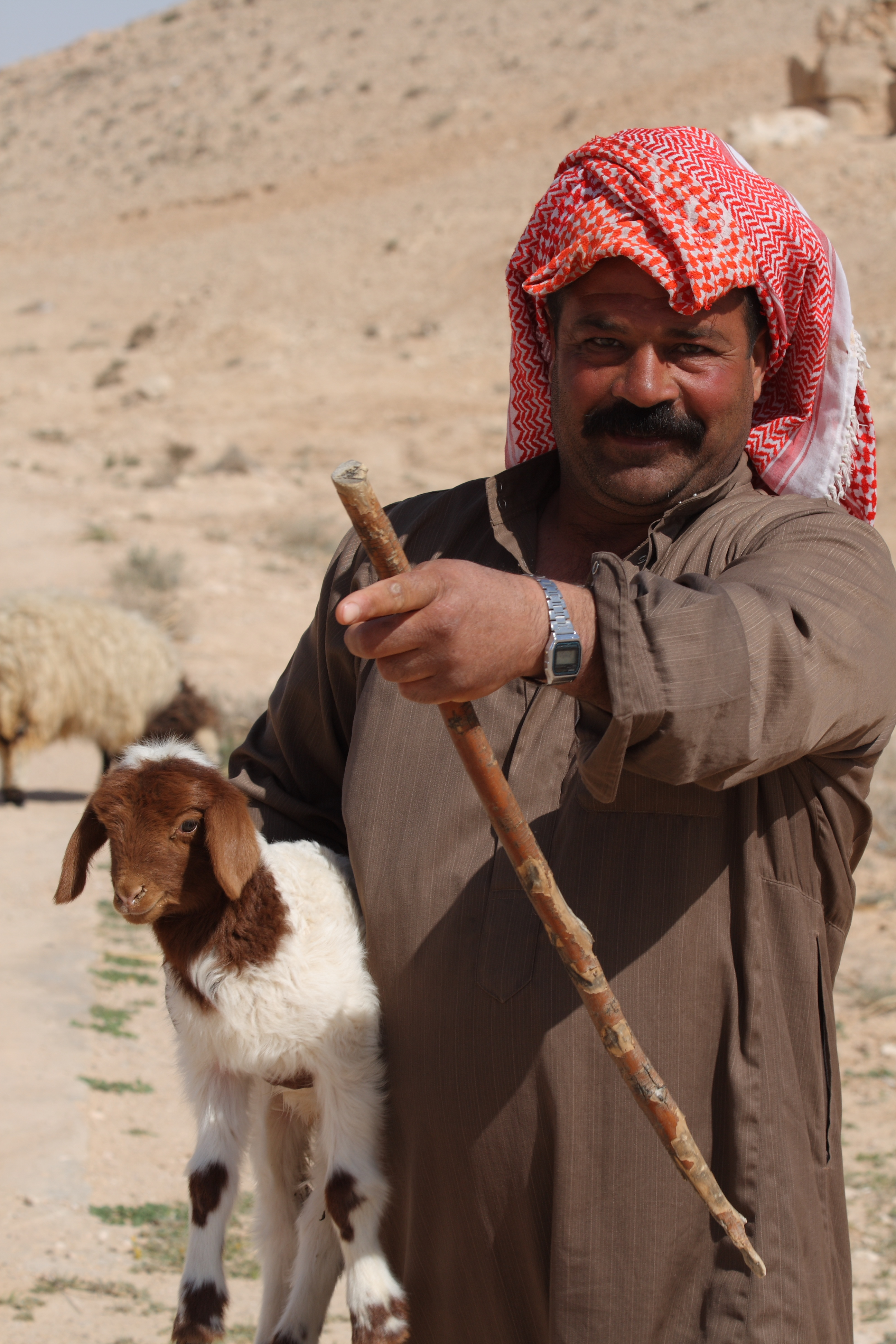
Beduiński pasterz z Syrii

Beduini (arab. ‏بدو‎ badū) – koczownicze lub półkoczownicze plemiona krajów arabskich, Afryki Północnej i Bliskiego Wschodu. Nazwa wywodzi się od arabskiego określenia pustyni i zamieszkujących ją koczowników.
Do XX wieku głównym zajęciem Beduinów była hodowla (wielbłądów, owiec i kóz). Niektóre klany Beduinów mieszkają w namiotach i odbywają dalekie wędrówki ze swoimi stadami w poszukiwaniu pastwisk. Chów zwierząt jednak nie zapewnia im wystarczających środków do życia.
Beduini byli odrębnym społeczeństwem podległym własnym przywódcom. Często rabowali karawany, w tym również te, które podróżowały do Mekki. Każdy władca musiał liczyć się z siłą Beduinów. Służyli również do tłumienia buntów chłopów. W Egipcie sprawowali kontrolę nad żeglugą w delcie Nilu.

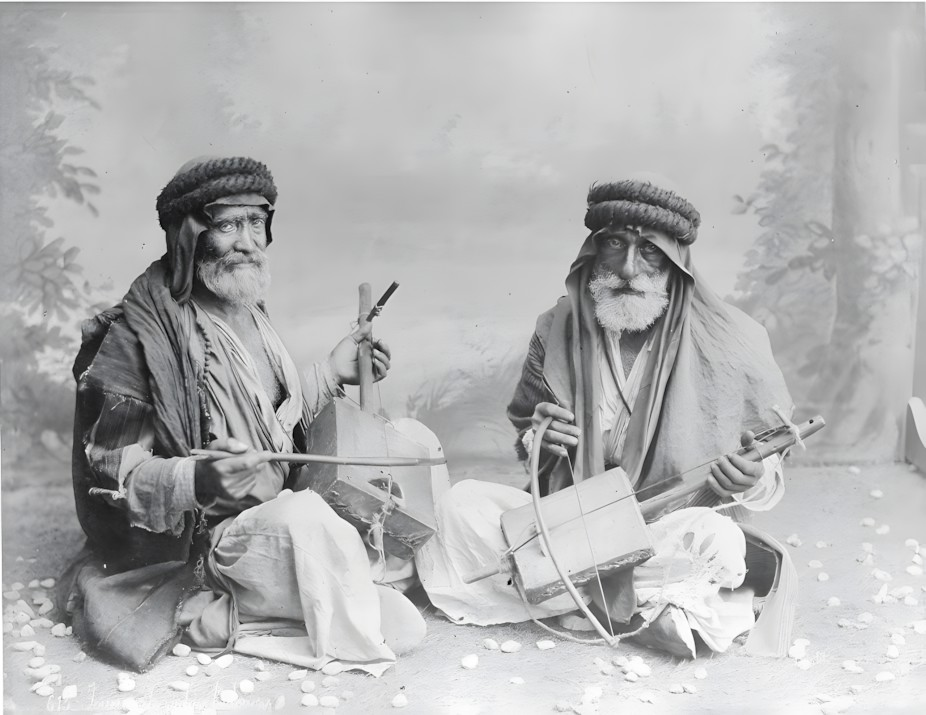
„Beduińscy skrzypkowie” z Palestyny, lata 80. XIX wieku

Napoleon Bonaparte w ten sposób pisał o Beduinach:

Są oni największą plagą Egiptu, ale nie można pominąć ich istotnej działalności, trzeba przyznać, że są oni niezbędni. Bez nich ten piękny kraj nie mógłby utrzymać łączności z Syrią, Arabią, oazami, królestwem Sennaru, Darfurem, Abisynią, Trypolitanią i królestwem Fazzanu. Bez nich transport od Nilu do Morza Czerwonego i z Kairu do Suezu byłby niemożliwy.

## Współczesność
Obecnie szacuje się, że jedynie 1–2% Beduinów prowadzi koczowniczy tryb życia. Przemiany gospodarcze wymusiły poszukiwanie nowych, lepszych sposobów utrzymania się.
Jedną z bardziej znanych, choć marginalnych, nowych profesji Beduinów jest obsługa ruchu turystycznego, typu pilotowanie wycieczek na pustyni, czy przejażdżki na wielbłądach. Wykorzystywana jest tu ich wiedza i znajomość warunków na pustyni.
Ponadto znaleźli zatrudnienie jako przewoźnicy na trasach dawnych karawan, choć już nie na wielbłądach, lecz nowoczesnymi środkami transportu masowego. Są też pracownikami na plantacjach daktylowców i trzciny cukrowej.
Jednak najwięcej Beduinów osiadło w rozwijających się miastach, gdzie znaleźli zatrudnienie w przemyśle lub usługach, choć częściowo również pozostają bez pracy, jako słabiej wykształceni.